# SS Minnetonka (1901)
«Міннетонка» (SS Minnetonka) — бритайнський лайнер, збудований 1901 року, який у 1902—1914 роках виконував трансатлантичні рейси, переважно за маршрутом Лондон — Нью-Йорк. 
На початку 1915 року переобладнаний для перевезення військових вантажів для потреб британської армії. Потоплений торпедами німецьких підводних човнів у січні 1918 року.
Лайнери класу «Мінне» були одними з візитівок американської фірми «Atlantic Transport Line». «Міннетонка» була розрахована на 250 пасажирів, усі місця — першого класу. До послуг пасажирів був бездоротовий радіозв'язок — рідкісна новинка на тогочасних кораблях.

## Історія
Третій за рахунком лайнер класу «Мінне» (після «Міннесоти» та «Міннеаполіса»). Збудований на знаній корабельні «Harland and Wolff» у Белфасті. Спущений на воду 12 грудня 1901 року.
17 травня 1902 року розпочав перше плавання Нью-Йорк — Лондон для фірми «Atlantic Transport Line». На лайнері був радіоапарат конструкції Марконі — рідкісна новинка на тогочасних кораблях. Саме між «Міннетонкою» та «Етрурією», за матеріалами «The New York Times», 1902 року зіграно першу в історії партію в шахи по бездротовому радіо. Станом на 1904 рік у світі налічувалось лише 32 пасажирські кораблі з апаратом Марконі на борту.
На «Міннетонці» в липні 1907 року повертався з Англії додому Марк Твен, після отримання звання «почесного доктора літератури» Оксфордського університету. На борту він познайомився з 9-річною Дороті Квік, з якою потім потоваришував і часто бачився, а Дороті під впливом Марка Твена також стала письменницею. Корабель згадував у своєму творі англійський письменник Джефрі Фарнол (англ. Jeffery Farnol).
Лайнер виконав понад 135 трансатлантичних рейсів, останній з яких закінчився 31 грудня 1914 року. На початку 1915 року переобладнаний для перевезення військових вантажів для потреб британської армії. «Міннетонку», яка 2 лютого 1917 у супроводі британських есмінців «Nereide» і «Sheldrake» пливла з Марселя до Бізерти (Туніс), хотів атакувати німецький підводний човен U-35 під командуванням Лотара фон Арно де ла Пер'єра — найрезультативнішого підводника всіх часів. Обстріл не вдався через надто велику відстань між кораблями.
Також невдалою була спроба нападу на лайнер з боку субмарини UC-34 під командуванням Горста Обермюллера. Під час цього плавання 24 вересня 1917 року «Міннетонку» супроводжували японські есмінці «Касі» та «Янаґі».
30 січня 1918 року, під час перевезення військової пошти з Порт-Саїду (Єгипет) до Мальти та Марселя корабель був без супроводу, чим скористались німецькі підводні човни U-64 та UC-67. За 40 миль на північний схід від острова Мальта о 16:43 і 17:00 вони влучили у «Міннетонку» торпедами. Четверо членів екіпажу загинули, 10 осіб узято в полон.

## Галерея

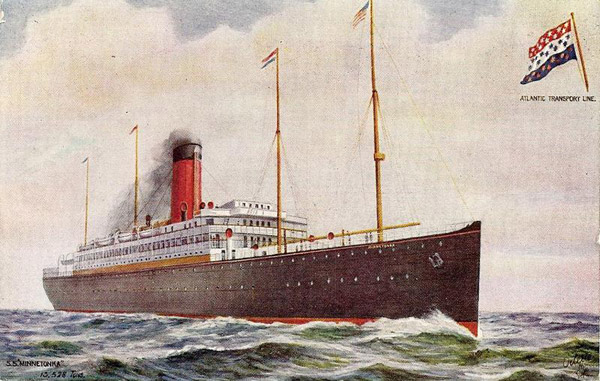
Довоєнна поштівка
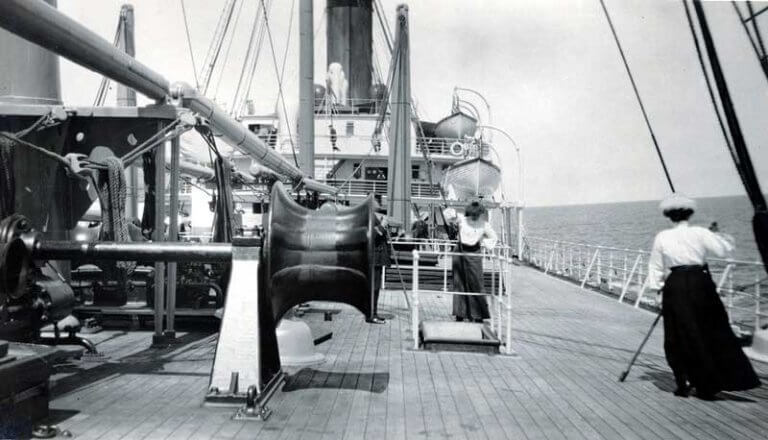
Палуба лайнера
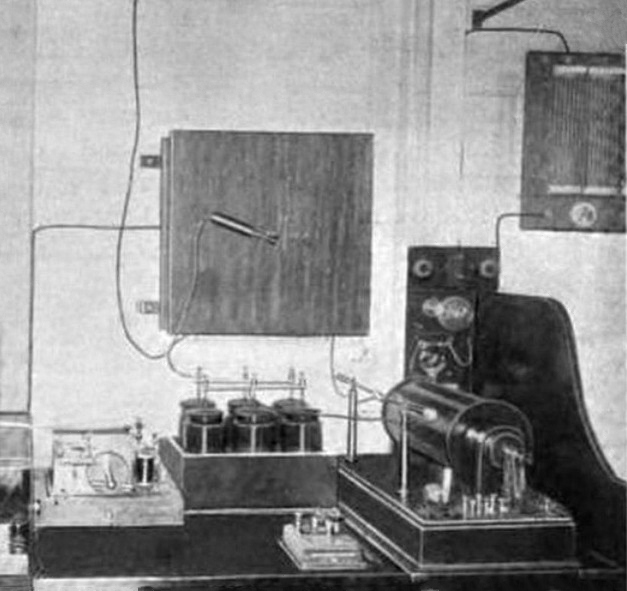
Радіопередавач конструкції Марконі на кораблі; імовірно, 1902 року саме на ньому передавали ходи першої шахової партії на радіохвилях
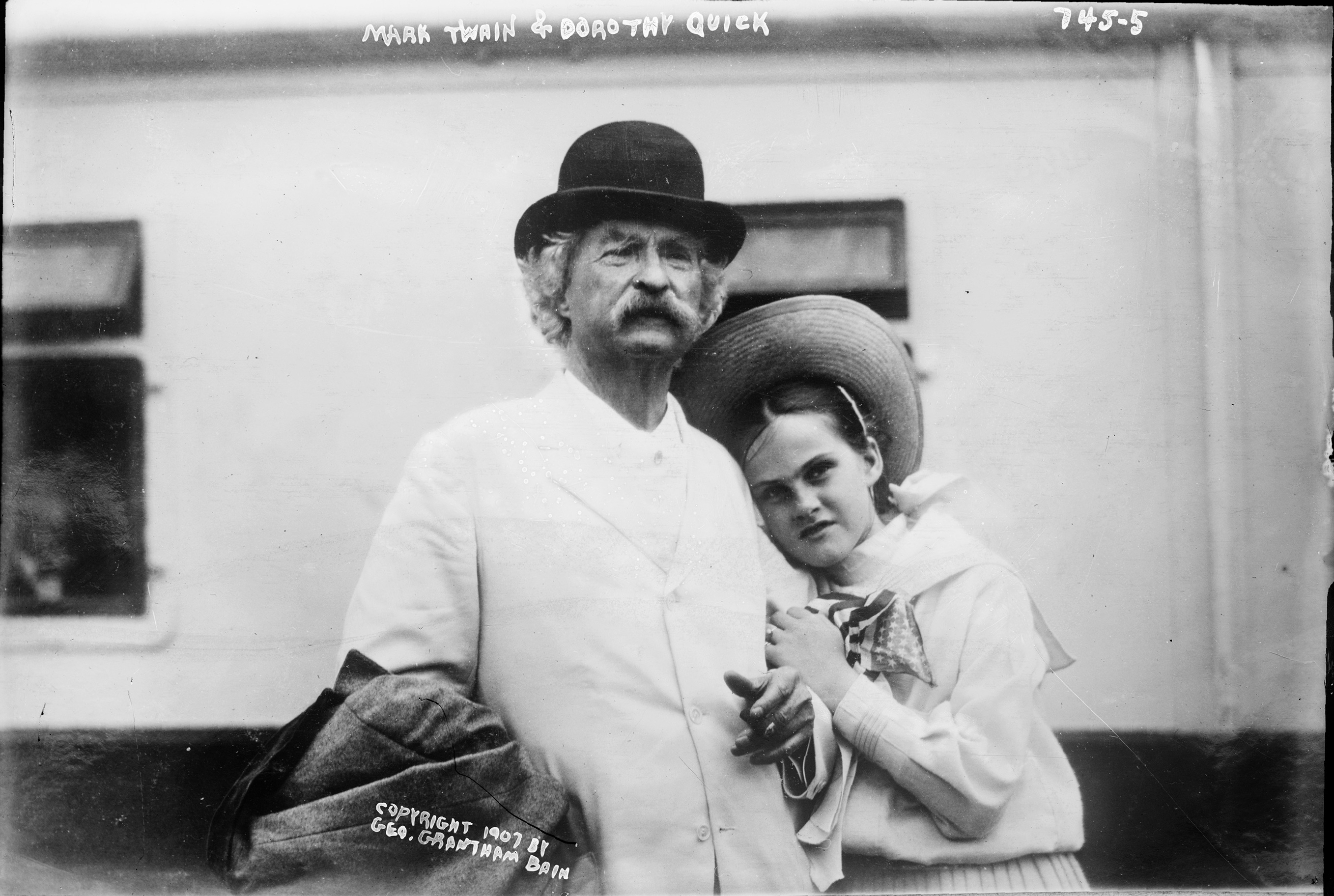
Марк Твен і Дороті Квік на «Міннетонці» (1907)